# Кохозеро
Кохозеро (Кох-озеро, Котоцкое озеро) — пресноводное озеро ледникового происхождения в Мурманской области России, находится на территории Ковдорского района.
Расположено на юго-западе области, в 3 километрах к северо-востоку от посёлка Ёнский, юго-западнее озера Каложное, находится на высоте 149,2 метра над уровнем моря. Озеро имеет лопастную форму, с крупным заливом Губа Длинная на юго-востоке. Длина составляет 8,66 км, на севере ширина достигает 1,84 км. Имеется несколько некрупных островов. Площадь озера — 15,2 км² (по другим данным, 15,3 км²). Водосборная площадь — 1810 км² (по другим данным, 1818,6 км²). Максимальная глубина — 6 м. Водородный показатель pH колеблется от 7,25 до 7,83 при среднем значении 7,52. Общая минерализация воды варьируется от 44,7 до 94,9 мг/л. 
На северо-западе впадает река Ёна, через её устье построен автомобильный мост. На северо-востоке вытекает река Кох длиной 6,8 км, соединяющая водоём с Каложным озером. Кроме того, протоками Кохозеро соединено с озёрами Юлдоозеро и Нижний Тикой, лежащими, соответственно, к югу и юго-востоку.
Село Ёна расположено на северо-западном берегу. Берега умеренно изрезаны, низкие, на севере заболоченные, покрыты смешанным лесом из берёзы, ели и сосны (лесотундра).
По уровню биомассы фитопланктона и содержанию хлорофилла озеро Нижнее Чалмозеро относится к мезотрофным. Озеро богато рыбой. В нём водятся кумжа, обыкновенный сиг, европейская ряпушка, щука, речной окунь, налим, европейский хариус, обыкновенный гольян, обыкновенный ёрш и девятииглая колюшка.